# Boarmia cervina
Boarmia cervina là một loài bướm đêm trong họ Geometridae.